# جردن فیشر
جردن ویلیام فیشر (انگلیسی: Jordan William Fisher؛ زادهٔ ۲۴ آوریل ۱۹۹۴) یک هنرپیشه، و خواننده اهل ایالات متحده آمریکا است. وی سابقه بازی در فیلم تقدیم به همه پسران: پی نوشت. من هنوز دوستت دارم را دارد.

## بازی‌های ویدئویی
| سال  | عنوان      | نقش                   | یادداشت      |
| ---- | ---------- | --------------------- | ------------ |
| ۲۰۱۵ | آنتیل داون | Matthew "Matt" Taylor | همچنین تصویر |